# نيكولا كولومبو
نيكولا كولومبو هو شخصية أعمال إيطالي، ولد في 10 مايو 1968 في مونزا في إيطاليا.